# Аксёновы
Аксёновы (Оксёновы) — русские дворянские роды.
Определением Правительствующего Сената (26 февраля 1858), капитан Семён Гермогенович Аксёнов, по личным своим заслугам признан в потомственном дворянстве с внесением во 2 часть дворянской родословной книги С-Петербургской губернии, а также жена —Александра Ивановна и дочь — Екатерина (Герб. Часть XIII № 102).
В родословную книгу Новгородской губернии внесено потомство подьячего Белозёрской приказной избы Ивана Герасимовича Аксёнова, владевшего в конце XVII столетия поместьем в Белозёрском уезде.
Род внесён в родословные книги Московской, Ярославской губерний.

## История рода
Иван Аксёнов гонец в Литву (1497), посол в Польшу (1505), послан к великому князю литовскому Александру с известием, что на престол взошёл великий князь Василий III (1506). Опричником Ивана Грозного числился Филимон Аксёнов (1573). Василий Семёнович, Василий Иванович и Минка Истомин Оксёновы верстаны поместными окладами в Епифанском уезде (1585). Иван Иванович служил в детях боярских по Ряжску (1597). Тимофей Иванович получил поместье в Смоленском уезде по грамоте Сигизмунда (1610). Четверо представителей рода владели в первой четверти XVII века поместьями в Воронежском уезде.
Девять представителей рода владели населёнными имениями (1699).
Известны несколько ветвей фамилии, независимо друг от друга получивших дворянство: Московская, Новгородская, Ярославская и Коми-пермяцкая. В Московской ветви установлено, как минимум, два независимых рода; Аксёнова Пётра Лукича и Аксёнова Семёна Гермогеновича.
Многие представители фамилии за личные заслуги перед императорами и отечеством приобретали личное дворянство, некоторые по военной службе (Аксёнов, Василий Степанович) приобретали потомственное дворянство, и лишь единицы приобрели дворянство по гражданской службе (действительный статский советник Аксёнов, Семён Гермогенович).

## Описание герба

#### Герб. Часть XIII. № 102.
Герб действительного статского советника Аксёнова: в серебряном щите над чёрной горой с тремя вершинами, красное солнце. В голубой главе щита накрест серебряные стрела и меч, обращённые остриями вниз. Над щитом дворянский шлем с короной. Нашлемник — встающий татарин в красном кафтане с серебряным кушаком, воротником и обшлагами, в голубой шапке с чёрной опушкой и серебряным пером, держит в правой руке серебряную стрелу, а в левой — серебряный лук. Намёт: справа — чёрный с серебром, слева — красный с серебром.

## Известные представители
- Аксёнов Тимофей Андреевич — московский дворянин, воевода в Борисове (1658)[6].
- Аксёнов Иван — московский дворянин (1676).
- Аксёнов Иван Андреевич — воевода в Касимове (1685), дворянин, отставной (отставной военный, окольничий, стольничий, стряпчий и т. д.), в Москве для посылок (с 1703)[7].
- Аксёнов Иван Иванович — стольник (1688)[8].
- Аксёнов, Пётр Лукич (1699 — умер при Екатерине II) — камерир, при Елизавете Петровне, (1754) Асессор полицеймейстерской экспедиции, идеолог и создатель счетной палаты Российской Империи.
- Аксёнов, Анисим († 1756) — лейб-кампанец, гренадер Преображенского полка.
- Аксёнов, Василий Степанович (1717—1759) — лейб-кампанец, гренадер Преображенского полка, потомственный дворянин.
- Аксёнов, Семён Николаевич (1784 — 1840-х) — русский гитарист-семиструнник и композитор, открыл способ играть флажолетом на всех нотах.
- Аксёнов, Семён Гермогенович — действительный статский советник.
- Аксёнов, Василий Дмитриевич (1817—1892) — предприниматель и общественный деятель.
- Аксёнов, Гермоген Семёнович (1854 — после 1938) — генерал-лейтенант (в Белой армии), командир 2-й бригады, 2-й пехотной дивизии (1914).
- Аксёнов, Иван Александрович (1884—1935) — русский поэт, литературный и художественный критик, переводчик.